# Episcopio (Gallipoli)
L'Episcopio è stato la sede della Curia diocesana e la residenza del vescovo della diocesi di Gallipoli, prima dell'istituzione della diocesi di Nardò-Gallipoli il 30 settembre 1986.
È situato nella centralissima piazza Duomo di Gallipoli, di fianco alla Basilica Concattedrale di Sant'Agata.

## Storia
L'edificio attuale risale ai primi anni del Seicento: nel 1652 il vescovo Andrea Massa, constatando lo stato di deperimento e l'annosità della struttura, decise di demolirlo completamente, apponendo un'iscrizione riportata da Ferdinando Ughelli e dedicata al regnante Filippo IV. L'estrema umiltà che caratterizzò il ministero episcopale di Antonio Perez della Lastra costrinse il successore Oronzo Filomarini a provvedere ad un restauro completo del palazzo, abbellendolo poi con arazzi, tele, mobilia, preziose suppellettili e quadri realizzati dall'artista gallipolino Michele Lenti

## Architettura
Il palazzo è strutturato in tre grandi piani, con sale ampie e spaziose, con giardino e cappelle private. Nel corso degli anni vi hanno fatto visita sovrani e personalità eminenti del panorama politico e religioso. Fu visitato nel 1844 da re Ferdinando II con la consorte Maria Teresa. In passato ha ospitato diverse istituzioni scolastiche, tra cui l'attuale Liceo Quinto Ennio.
Nel 2015 il palazzo è riaperto con cerimonia solenne, dopo anni di restauro, ospitando anche strutture per i disagiati.